# Мастик (Њујорк)
Мастик (енгл. Mastic) насељено је место без административног статуса у америчкој савезној држави Њујорк.

## Демографија
По попису из 2010. године број становника је 15.481, што је 45 (0,3%) становника више него 2000. године.
| Група             | 2000.          | 2010.          |
| Белци             | 11.999 (77,7%) | 10.062 (65,0%) |
| Афроамериканци    | 934 (6,1%)     | 1.397 (9,0%)   |
| Азијати           | 173 (1,1%)     | 332 (2,1%)     |
| Хиспаноамериканци | 1.875 (12,1%)  | 3.378 (21,8%)  |
| Укупно            | 15.436         | 15.481         |